# La Jigua
La Jigua è un comune dell'Honduras facente parte del dipartimento di Copán.
Il comune venne istituito nel 1965 con parte del territorio del comune di Florida.